# آرون پارکز
آرون پارکز (انگلیسی: Aaron Parks؛ زادهٔ ۷ اکتبر ۱۹۸۳) موسیقی‌دان و نوازنده پیانو سبک جاز آمریکایی است.

## آلبوم‌شناسی
- پیمان (۱۹۹۹)
- اولین عاشقانه (۲۰۰۰)
- جادوگر (۲۰۰۱)
- سایه‌ها (۲۰۰۲)
- سینمای نامرئی (۲۰۰۸)
- زنده در ژاپن (۲۰۱۳)
- درخت‌وار (۲۰۱۳، ئی‌سی‌ام رکوردز)